# 戈萬冰川
戈萬冰川是南極洲的冰川，位於埃爾斯沃思地，處於埃爾斯沃思山脈的赫里蒂奇嶺，全長30公里，根據美國地質調查局的測量和美國海軍的空中照片被繪入地圖。
79°7′S 85°39′W / 79.117°S 85.650°W